# ليبي لان
ليبي لان (بالإنجليزية: Libby Lane)‏ هي قسيسة بريطانية، ولدت في 8 ديسمبر 1966 في باكينغهامشير في المملكة المتحدة.

## وصلات خارجية
- ليبي لان على موقع الموسوعة البريطانية (الإنجليزية)